# Muzeum Sztuki Współczesnej w Skopju

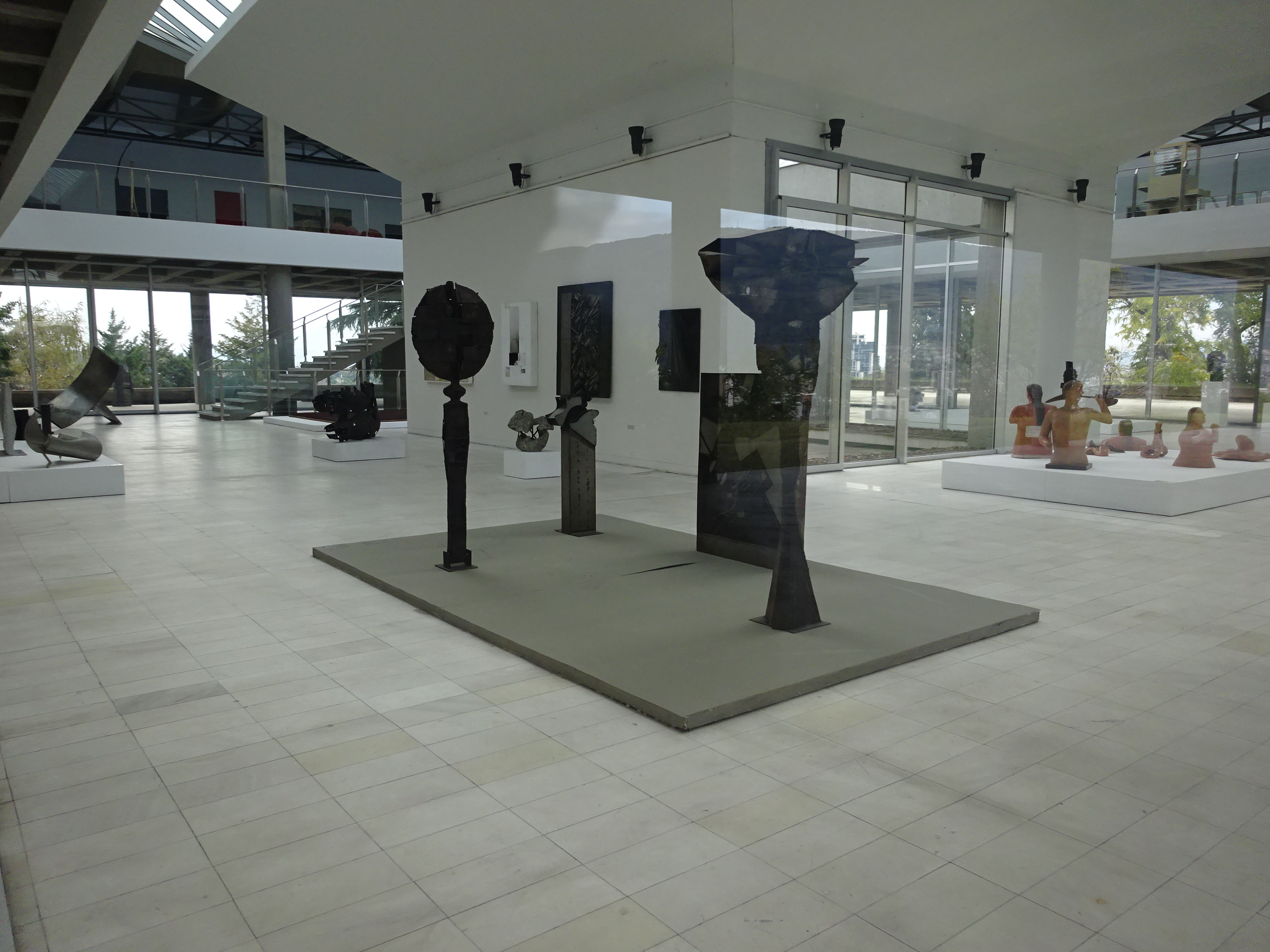
Wnętrze muzeum

Muzeum Sztuki Współczesnej w Skopju (mac. Музеј на современата уметност) – muzeum powołane w Skopju w 1964 roku, po trzęsieniu ziemi, które nawiedziło miasto rok wcześniej. Zbiory muzeum stanowią dary artystów z całego świata, przekazane miastu po tragedii. Projekt budynku opracowali polscy architekci: Wacław Kłyszewski, Jerzy Mokrzyński i Eugeniusz Wierzbicki: w środowisku nazywani żartobliwie Tygrysy. Projekt ten był polskim darem dla odbudowującego się miasta.

## Historia
26 lipca 1963 roku w Skopju miało miejsce trzęsienie ziemi, które zniszczyło 75% zabudowy miasta. Polska, podobnie jak inne kraje-darczyńcy, zaoferowała w ramach pomocy sfinansowanie projektu architektonicznego budynku użyteczności publicznej. Stał się nim gmach Muzeum Sztuki Współczesnej, bowiem do miasta spływały wtedy w formie darów dzieła artystów z całego świata. Pieczę nad podarowanymi zbiorami pełniło powołane 11 lutego 1964 roku Muzeum Sztuki Współczesnej, nieposiadające wtedy swojej stałej siedziby. Pierwszym dyrektorem muzeum w latach 1964–1976 był Boris Petkovski.
9 stycznia 1966 roku SARP ogłosiło konkurs na projekt gmachu. W skład jury konkursu weszli architekci: Roman Szymborski jako przewodniczący, Jerzy Romański, Janusz Cierpiński, Jerzy Hryniewiecki, Zbigniew Ihnatowicz, Czesław Kotela oraz zastępcy Bogusław Karczewski i Jerzy Kowarski, którzy z powodu dużej liczby zgłoszonych prac zostali włączeni do zespołu jako pełnoprawni członkowie. W pracach jury konkursowego wzięło udział (bez prawa głosu) dwóch przedstawicieli Rady Miasta Skopje: Dragoljub Stavrev i Boris Petkovski. W maju 1966 roku, spośród 89 nadesłanych prac, wybrano projekt nr 16 autorstwa Wacława Kłyszewskiego, Jerzego Mokrzyńskiego i Eugeniusza Wierzbickiego. Architekci nadzorowali budowę gmachu (którą sfinansowali sami Jugosłowianie). Rozpoczęte w kwietniu 1969 roku prace ukończono rok później. Muzeum zostało otwarte 13 listopada 1970 roku. Był to jeden z pierwszych gmachów użyteczności publicznej oddany do użytku w zniszczonym trzęsieniem ziemi mieście.

## Zbiory
Pierwsze dzieła sztuki podarował Skopju włoski malarz Giuseppe Santomaso oraz niemiecki grafik HAP Grieshaber. Petar Lubarda podarował wszystkie swoje prace, które były prezentowane na wystawie zorganizowanej w Jugosławii jesienią 1963 roku. Na zjeździe w Nowym Jorku Międzynarodowe Stowarzyszenie Sztuk Plastycznych (AIAP) zaapelowało do twórców z całego świata o przekazywanie dzieł do Skopje, aby w ten sposób wspomóc odbudowę miasta. W zbiorach znalazł się między innymi obraz olejny Pabla Picassa "Głowa kobiety" z 1963 roku.

### Kolekcja dzieł polskich artystów
W 2014 roku z okazji ponownego otwarcia muzeum po kilkuletnim remoncie oraz 50. rocznicy jego powstania wydano nowy katalog zbiorów, który przesłano również do Ambasady RP w Skopju. Ówczesny ambasador Jacek Multanowski i jego żona, Kinga Nettmann-Multanowska, dowiedzieli się z niego, że w magazynach muzeum znajduje się znaczna kolekcja dzieł polskich twórców, podarowanych miastu po trzęsieniu ziemi. To zbiór ponad 200 dzieł podarowanych przez 135 polskich artystów, m.in. Jana Berdyszaka, Jana Cybisa, Teresę Pągowską, Henryka Stażewskiego, Jana Tarasina, Karola Tchorka, czy Jerzego Nowosielskiego. Specjalistki oddelegowane przez Ministerstwo Kultury i Dziedzictwa Narodowego z Muzeum Sztuki w Łodzi zajęły się opisaniem stanu zachowania oraz artystycznej wartości tej kolekcji
Prace polskich artystów trafiły do stolicy Macedonii w kilku transzach, w latach 1964-1966. Część dzieł artyści przekazali muzeum podczas prywatnych wizyt w kolejnych latach. W 2019 roku ponad 70 obrazów, rzeźb, rysunków i grafik, zgromadzonych w Muzeum Sztuki Współczesnej w Skopju, zaprezentowano w krakowskim Międzynarodowym Centrum Kultury na wystawie Skopje. Miasto, architektura i sztuka solidarności.

## Opis
Budynek muzeum ma kubaturę około 34 000 m³, w tym magazyny zajmują około 9000 m³. W przyziemiu i na niskim parterze znalazły się pracownie muzealne, magazyny, skarbiec oraz cała infrastruktura techniczna (m.in. garaże, kotłownia). Na parterze, obok hallu, umieszczono szatnię, bufet z tarasem, łazienki oraz salę wystaw stałych (520 m²) z możliwością połączenia jej z ekspozycją w plenerze. Na pierwszym piętrze znalazła się sala wystaw stałych (1500 m²) oraz mniejsza z przeznaczeniem na wystawy czasowe (430 m²). Umieszczono tam również bibliotekę, archiwum i biura. Ponadto wystawy czasowe mogą być urządzane w łączniku. W budynek wyposażono również w salę odczytowo-kinową (160 m²) i konferencyjną (30 m²).
Budynek powstał na planie kwadratu o długości krawędzi równej 42,5 m. Wzniesiony z żelbetu jest zabezpieczony przed ruchami sejsmicznymi. Większość ścian jest betonowa, przy czym zewnętrzne ściany zostały pokryte białym marmurem. Marmurowe posadzki ułożono na parterze, a na piętrze podłogi pokrywa tkanina igelitowa.